# سیارک ۶۴۶

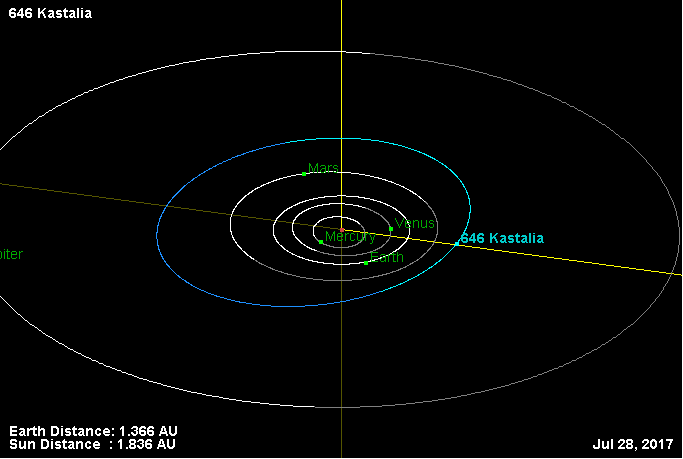
نمایی از محل قرارگیری سیارک ۶۴۶ در مدار – ۲۰۱۷

سیارک ۶۴۶ (به انگلیسی: 646 Kastalia، نامگذاری:1907AC) ششصد و چهل و ششمین سیارک کشف شده‌است که در ۱۱ سپتامبر ۱۹۰۷ و در هایدلبرگ کشف شد.
قدر مطلق سیارک برابر ۱۲٫۵۰ است.